# Condado de Hesse
O Condado de Hesse ou, mais propriamente, Landgraviato de Hess (em alemão, Landgrafschaft Hessen) foi um landgraviato do Sacro Império Romano. Existiu como uma única entidade de 1264 a 1567 até ser dividido entre os filhos de Filipe I, o Magnânimo, Conde de Hesse.

## Localização
Seu território histórico localizava-se no norte e centro do moderno estado (land) de Hesse, no que acualmente é a Alemanha. Teve como capital durante breve tempo Marburgo e Gudensberg, mas a partir 1277 a sua capital foi a cidade de Cassel. Antes de 1500, o condado tinha estendido os seus limites até aos rios Rin e Neckar. Foi governado durante toda sua história pela Casa de Hesse.

## História
No início da Idade Média, o território de Hessengau, com o nome das tribos Catos germânicas, formou a parte norte do ducado do tronco alemão da Francônia, junto com o território adjacente. Após a extinção da dinastia conradina, estes condados da Francônia Ocidental foram gradualmente adquiridos pelo conde Louis I da Turíngia e seus sucessores.
Após a Guerra de Sucessão Turíngia depois da morte do conde Heinrich Raspe em 1247, sua sobrinha a duquesa Sofia de Brabante assegurou as posses de Hessian para seu filho menor Henrique I de Hesse. Em 1246 ele tornou-se o primeiro Conde de Hesse e o fundador da Casa de Hesse. O restante do território do Condado da Turíngia ficou na posse de Henrique III, Marquês de Meißen, da dinastia Wettin. Henry I de Hesse foi elevado ao estatuto de príncipe pelo rei Adolfo I da Alemanha em 1292.
De 1308 a 1311, e novamente a partir de 1458, o condado foi dividido em Alto e Baixo Hesse. Hesse foi reunificado pelo conde Guilherme II em 1500. O Condado subiu de importância com o seu filho, Filipe I, também chamado "o Magnânimo", que abraçou a causa protestante após o Sínodo de Homberg de 1526 e depois tomou medidas para criar uma aliança protetora de príncipes protestantes e poderes contra o imperador católico Carlos V. Quando Filipe I morreu em 1567, Hesse foi dividida entre os seus filhos do seu primeiro casamento, o que enfraqueceu de forma decisiva a sua importância.

### Divisões
Os novos territórios Hessianos eram:

- Hesse-Kassel (ou Hesse-Cassel, Eleitorado de Hesse a partir de 1803, que eventualmente foi incorporado na província prussiana de Hesse-Nassau em 1866) para Guilherme IV;
- Hesse-Marburg (cujo ramo se tornou extinto em 1604, sendo então incorporado em Hesse-Kassel e Hesse-Darmstadt) para Louis IV;
- Hesse-Rheinfels (cujo ramo se tornou extinto em 1583, sendo então incorporada em Hesse-Kassel) para Filipe II;
- O Condado de Hesse-Darmstadt (conhecido como o Grão-Ducado de Hesse a partir de 1806 e o Estado Popular de Hesse a partir de 1918) para Jorge I

Os territórios não foram reunidos até a formação do Grande-Hesse (embora sem Hesse Renano) como parte da Alemanha ocupada pelos Aliados em 1945.

## Linha familiar dos Hesse
|  |  |                                |                                |                                |                                |                                |                                |  |  |  |  |  |  | Felipe I de Hesse (1504-1567) |                               |                               |                               |                               |                               |                           |  |  |  |                                     |                                     |                                     |                                     |                                     |                                     |  |  |  |  |  |  |  |  |  |  |  |  |  |  |  |  |  |  |
|  |  |                                |                                |                                |                                |                                |                                |  |  |  |  |  |  |                               |                               |                               |                               |                               |                               |                           |  |  |  |                                     |                                     |                                     |                                     |                                     |                                     |  |  |  |  |  |  |  |  |  |  |  |  |  |  |  |  |  |  |
|  |  |                                |                                |                                |                                |                                |                                |  |  |  |  |  |  |                               |                               |                               |                               |                               |                               |                           |  |  |  |                                     |                                     |                                     |                                     |                                     |                                     |  |  |  |  |  |  |  |  |  |  |  |  |  |  |  |  |  |  |
|  |  | Guillerme IV de H-Kassel       | Guillerme IV de H-Kassel       | Guillerme IV de H-Kassel       | Guillerme IV de H-Kassel       | Guillerme IV de H-Kassel       | Guillerme IV de H-Kassel       |  |  |  |  |  |  | Felipe II de Hesse-Rheinfels  | Felipe II de Hesse-Rheinfels  | Felipe II de Hesse-Rheinfels  | Felipe II de Hesse-Rheinfels  | Felipe II de Hesse-Rheinfels  | Felipe II de Hesse-Rheinfels  |                           |  |  |  | Jorge I de H-Darmstadt              | Jorge I de H-Darmstadt              | Jorge I de H-Darmstadt              | Jorge I de H-Darmstadt              | Jorge I de H-Darmstadt              | Jorge I de H-Darmstadt              |  |  |  |  |  |  |  |  |  |  |  |  |  |  |  |  |  |  |
|  |  | Guillerme IV de H-Kassel       | Guillerme IV de H-Kassel       | Guillerme IV de H-Kassel       | Guillerme IV de H-Kassel       | Guillerme IV de H-Kassel       | Guillerme IV de H-Kassel       |  |  |  |  |  |  | Felipe II de Hesse-Rheinfels  | Felipe II de Hesse-Rheinfels  | Felipe II de Hesse-Rheinfels  | Felipe II de Hesse-Rheinfels  | Felipe II de Hesse-Rheinfels  | Felipe II de Hesse-Rheinfels  |                           |  |  |  | Jorge I de H-Darmstadt              | Jorge I de H-Darmstadt              | Jorge I de H-Darmstadt              | Jorge I de H-Darmstadt              | Jorge I de H-Darmstadt              | Jorge I de H-Darmstadt              |  |  |  |  |  |  |  |  |  |  |  |  |  |  |  |  |  |  |
|  |  |                                |                                |                                |                                |                                |                                |  |  |  |  |  |  |                               |                               |                               |                               |                               |                               | Luís V de Hesse-Darmstadt |  |  |  |                                     |                                     |                                     |                                     |                                     |                                     |  |  |  |  |  |  |  |  |  |  |  |  |  |  |  |  |  |  |
|  |  |                                |                                |                                |                                |                                |                                |  |  |  |  |  |  |                               |                               |                               |                               |                               |                               |                           |  |  |  |                                     |                                     |                                     |                                     |                                     |                                     |  |  |  |  |  |  |  |  |  |  |  |  |  |  |  |  |  |  |
|  |  |                                |                                |                                |                                |                                |                                |  |  |  |  |  |  |                               |                               |                               |                               |                               |                               |                           |  |  |  |                                     |                                     |                                     |                                     |                                     |                                     |  |  |  |  |  |  |  |  |  |  |  |  |  |  |  |  |  |  |
|  |  |                                |                                |                                |                                |                                |                                |  |  |  |  |  |  |                               |                               |                               |                               |                               |                               |                           |  |  |  |                                     |                                     |                                     |                                     |                                     |                                     |  |  |  |  |  |  |  |  |  |  |  |  |  |  |  |  |  |  |
|  |  | Guillerme V de H-Kassel        | Guillerme V de H-Kassel        | Guillerme V de H-Kassel        | Guillerme V de H-Kassel        | Guillerme V de H-Kassel        | Guillerme V de H-Kassel        |  |  |  |  |  |  | Ernesto de H-Rheinfels        | Ernesto de H-Rheinfels        | Ernesto de H-Rheinfels        | Ernesto de H-Rheinfels        | Ernesto de H-Rheinfels        | Ernesto de H-Rheinfels        |                           |  |  |  | Jorge II de H-Darmstadt             | Jorge II de H-Darmstadt             | Jorge II de H-Darmstadt             | Jorge II de H-Darmstadt             | Jorge II de H-Darmstadt             | Jorge II de H-Darmstadt             |  |  |  |  |  |  |  |  |  |  |  |  |  |  |  |  |  |  |
|  |  | Guillerme V de H-Kassel        | Guillerme V de H-Kassel        | Guillerme V de H-Kassel        | Guillerme V de H-Kassel        | Guillerme V de H-Kassel        | Guillerme V de H-Kassel        |  |  |  |  |  |  | Ernesto de H-Rheinfels        | Ernesto de H-Rheinfels        | Ernesto de H-Rheinfels        | Ernesto de H-Rheinfels        | Ernesto de H-Rheinfels        | Ernesto de H-Rheinfels        |                           |  |  |  | Jorge II de H-Darmstadt             | Jorge II de H-Darmstadt             | Jorge II de H-Darmstadt             | Jorge II de H-Darmstadt             | Jorge II de H-Darmstadt             | Jorge II de H-Darmstadt             |  |  |  |  |  |  |  |  |  |  |  |  |  |  |  |  |  |  |
|  |  | Guillerme VI de H-Kassel       | Guillerme VI de H-Kassel       | Guillerme VI de H-Kassel       | Guillerme VI de H-Kassel       | Guillerme VI de H-Kassel       | Guillerme VI de H-Kassel       |  |  |  |  |  |  | Guillerme de Hesse-Rheinfels  | Guillerme de Hesse-Rheinfels  | Guillerme de Hesse-Rheinfels  | Guillerme de Hesse-Rheinfels  | Guillerme de Hesse-Rheinfels  | Guillerme de Hesse-Rheinfels  |                           |  |  |  | Luís VI de H-Darmstadt              | Luís VI de H-Darmstadt              | Luís VI de H-Darmstadt              | Luís VI de H-Darmstadt              | Luís VI de H-Darmstadt              | Luís VI de H-Darmstadt              |  |  |  |  |  |  |  |  |  |  |  |  |  |  |  |  |  |  |
|  |  | Guillerme VI de H-Kassel       | Guillerme VI de H-Kassel       | Guillerme VI de H-Kassel       | Guillerme VI de H-Kassel       | Guillerme VI de H-Kassel       | Guillerme VI de H-Kassel       |  |  |  |  |  |  | Guillerme de Hesse-Rheinfels  | Guillerme de Hesse-Rheinfels  | Guillerme de Hesse-Rheinfels  | Guillerme de Hesse-Rheinfels  | Guillerme de Hesse-Rheinfels  | Guillerme de Hesse-Rheinfels  |                           |  |  |  | Luís VI de H-Darmstadt              | Luís VI de H-Darmstadt              | Luís VI de H-Darmstadt              | Luís VI de H-Darmstadt              | Luís VI de H-Darmstadt              | Luís VI de H-Darmstadt              |  |  |  |  |  |  |  |  |  |  |  |  |  |  |  |  |  |  |
|  |  | Carlos I de H-Kassel           | Carlos I de H-Kassel           | Carlos I de H-Kassel           | Carlos I de H-Kassel           | Carlos I de H-Kassel           | Carlos I de H-Kassel           |  |  |  |  |  |  | Ernesto Leopoldo de Rheinfels | Ernesto Leopoldo de Rheinfels | Ernesto Leopoldo de Rheinfels | Ernesto Leopoldo de Rheinfels | Ernesto Leopoldo de Rheinfels | Ernesto Leopoldo de Rheinfels |                           |  |  |  | Ernesto I de H-Darmstadt            | Ernesto I de H-Darmstadt            | Ernesto I de H-Darmstadt            | Ernesto I de H-Darmstadt            | Ernesto I de H-Darmstadt            | Ernesto I de H-Darmstadt            |  |  |  |  |  |  |  |  |  |  |  |  |  |  |  |  |  |  |
|  |  | Carlos I de H-Kassel           | Carlos I de H-Kassel           | Carlos I de H-Kassel           | Carlos I de H-Kassel           | Carlos I de H-Kassel           | Carlos I de H-Kassel           |  |  |  |  |  |  | Ernesto Leopoldo de Rheinfels | Ernesto Leopoldo de Rheinfels | Ernesto Leopoldo de Rheinfels | Ernesto Leopoldo de Rheinfels | Ernesto Leopoldo de Rheinfels | Ernesto Leopoldo de Rheinfels |                           |  |  |  | Ernesto I de H-Darmstadt            | Ernesto I de H-Darmstadt            | Ernesto I de H-Darmstadt            | Ernesto I de H-Darmstadt            | Ernesto I de H-Darmstadt            | Ernesto I de H-Darmstadt            |  |  |  |  |  |  |  |  |  |  |  |  |  |  |  |  |  |  |
|  |  | Guillerme VIII de H-Kassel     | Guillerme VIII de H-Kassel     | Guillerme VIII de H-Kassel     | Guillerme VIII de H-Kassel     | Guillerme VIII de H-Kassel     | Guillerme VIII de H-Kassel     |  |  |  |  |  |  | José de Rheinfels             | José de Rheinfels             | José de Rheinfels             | José de Rheinfels             | José de Rheinfels             | José de Rheinfels             |                           |  |  |  | Luís VIII de H-Darmstadt            | Luís VIII de H-Darmstadt            | Luís VIII de H-Darmstadt            | Luís VIII de H-Darmstadt            | Luís VIII de H-Darmstadt            | Luís VIII de H-Darmstadt            |  |  |  |  |  |  |  |  |  |  |  |  |  |  |  |  |  |  |
|  |  | Guillerme VIII de H-Kassel     | Guillerme VIII de H-Kassel     | Guillerme VIII de H-Kassel     | Guillerme VIII de H-Kassel     | Guillerme VIII de H-Kassel     | Guillerme VIII de H-Kassel     |  |  |  |  |  |  | José de Rheinfels             | José de Rheinfels             | José de Rheinfels             | José de Rheinfels             | José de Rheinfels             | José de Rheinfels             |                           |  |  |  | Luís VIII de H-Darmstadt            | Luís VIII de H-Darmstadt            | Luís VIII de H-Darmstadt            | Luís VIII de H-Darmstadt            | Luís VIII de H-Darmstadt            | Luís VIII de H-Darmstadt            |  |  |  |  |  |  |  |  |  |  |  |  |  |  |  |  |  |  |
|  |  | Federico II de H-Kassel        | Federico II de H-Kassel        | Federico II de H-Kassel        | Federico II de H-Kassel        | Federico II de H-Kassel        | Federico II de H-Kassel        |  |  |  |  |  |  |                               |                               |                               |                               |                               |                               |                           |  |  |  | Luis IX de H-Darmstadt              | Luis IX de H-Darmstadt              | Luis IX de H-Darmstadt              | Luis IX de H-Darmstadt              | Luis IX de H-Darmstadt              | Luis IX de H-Darmstadt              |  |  |  |  |  |  |  |  |  |  |  |  |  |  |  |  |  |  |
|  |  | Federico II de H-Kassel        | Federico II de H-Kassel        | Federico II de H-Kassel        | Federico II de H-Kassel        | Federico II de H-Kassel        | Federico II de H-Kassel        |  |  |  |  |  |  |                               |                               |                               |                               |                               |                               |                           |  |  |  | Luis IX de H-Darmstadt              | Luis IX de H-Darmstadt              | Luis IX de H-Darmstadt              | Luis IX de H-Darmstadt              | Luis IX de H-Darmstadt              | Luis IX de H-Darmstadt              |  |  |  |  |  |  |  |  |  |  |  |  |  |  |  |  |  |  |
|  |  | Guillerme I de H-Kassel        | Guillerme I de H-Kassel        | Guillerme I de H-Kassel        | Guillerme I de H-Kassel        | Guillerme I de H-Kassel        | Guillerme I de H-Kassel        |  |  |  |  |  |  |                               |                               |                               |                               |                               |                               |                           |  |  |  | Luís I de H-Darmstadt               | Luís I de H-Darmstadt               | Luís I de H-Darmstadt               | Luís I de H-Darmstadt               | Luís I de H-Darmstadt               | Luís I de H-Darmstadt               |  |  |  |  |  |  |  |  |  |  |  |  |  |  |  |  |  |  |
|  |  | Guillerme I de H-Kassel        | Guillerme I de H-Kassel        | Guillerme I de H-Kassel        | Guillerme I de H-Kassel        | Guillerme I de H-Kassel        | Guillerme I de H-Kassel        |  |  |  |  |  |  |                               |                               |                               |                               |                               |                               |                           |  |  |  | Luís I de H-Darmstadt               | Luís I de H-Darmstadt               | Luís I de H-Darmstadt               | Luís I de H-Darmstadt               | Luís I de H-Darmstadt               | Luís I de H-Darmstadt               |  |  |  |  |  |  |  |  |  |  |  |  |  |  |  |  |  |  |
|  |  | Guillerme II de H-Kassel       | Guillerme II de H-Kassel       | Guillerme II de H-Kassel       | Guillerme II de H-Kassel       | Guillerme II de H-Kassel       | Guillerme II de H-Kassel       |  |  |  |  |  |  |                               |                               |                               |                               |                               |                               |                           |  |  |  | Luís II de Darmstadt                | Luís II de Darmstadt                | Luís II de Darmstadt                | Luís II de Darmstadt                | Luís II de Darmstadt                | Luís II de Darmstadt                |  |  |  |  |  |  |  |  |  |  |  |  |  |  |  |  |  |  |
|  |  | Guillerme II de H-Kassel       | Guillerme II de H-Kassel       | Guillerme II de H-Kassel       | Guillerme II de H-Kassel       | Guillerme II de H-Kassel       | Guillerme II de H-Kassel       |  |  |  |  |  |  |                               |                               |                               |                               |                               |                               |                           |  |  |  | Luís II de Darmstadt                | Luís II de Darmstadt                | Luís II de Darmstadt                | Luís II de Darmstadt                | Luís II de Darmstadt                | Luís II de Darmstadt                |  |  |  |  |  |  |  |  |  |  |  |  |  |  |  |  |  |  |
|  |  |                                |                                |                                |                                |                                |                                |  |  |  |  |  |  |                               |                               |                               |                               |                               |                               |                           |  |  |  |                                     |                                     |                                     |                                     |                                     |                                     |  |  |  |  |  |  |  |  |  |  |  |  |  |  |  |  |  |  |
|  |  | Federico Guillerme (1802-1875) | Federico Guillerme (1802-1875) | Federico Guillerme (1802-1875) | Federico Guillerme (1802-1875) | Federico Guillerme (1802-1875) | Federico Guillerme (1802-1875) |  |  |  |  |  |  | Carlos de Darmstadt           | Carlos de Darmstadt           | Carlos de Darmstadt           | Carlos de Darmstadt           | Carlos de Darmstadt           | Carlos de Darmstadt           |                           |  |  |  | Alexandre de Battenberg             | Alexandre de Battenberg             | Alexandre de Battenberg             | Alexandre de Battenberg             | Alexandre de Battenberg             | Alexandre de Battenberg             |  |  |  |  |  |  |  |  |  |  |  |  |  |  |  |  |  |  |
|  |  | Federico Guillerme (1802-1875) | Federico Guillerme (1802-1875) | Federico Guillerme (1802-1875) | Federico Guillerme (1802-1875) | Federico Guillerme (1802-1875) | Federico Guillerme (1802-1875) |  |  |  |  |  |  | Carlos de Darmstadt           | Carlos de Darmstadt           | Carlos de Darmstadt           | Carlos de Darmstadt           | Carlos de Darmstadt           | Carlos de Darmstadt           |                           |  |  |  | Alexandre de Battenberg             | Alexandre de Battenberg             | Alexandre de Battenberg             | Alexandre de Battenberg             | Alexandre de Battenberg             | Alexandre de Battenberg             |  |  |  |  |  |  |  |  |  |  |  |  |  |  |  |  |  |  |
|  |  |                                |                                |                                |                                |                                |                                |  |  |  |  |  |  | Luís IV de Darmstadt          | Luís IV de Darmstadt          | Luís IV de Darmstadt          | Luís IV de Darmstadt          | Luís IV de Darmstadt          | Luís IV de Darmstadt          |                           |  |  |  | Alexandro I da Bulgária (1857-1893) | Alexandro I da Bulgária (1857-1893) | Alexandro I da Bulgária (1857-1893) | Alexandro I da Bulgária (1857-1893) | Alexandro I da Bulgária (1857-1893) | Alexandro I da Bulgária (1857-1893) |  |  |  |  |  |  |  |  |  |  |  |  |  |  |  |  |  |  |
|  |  |                                |                                |                                |                                |                                |                                |  |  |  |  |  |  | Luís IV de Darmstadt          | Luís IV de Darmstadt          | Luís IV de Darmstadt          | Luís IV de Darmstadt          | Luís IV de Darmstadt          | Luís IV de Darmstadt          |                           |  |  |  | Alexandro I da Bulgária (1857-1893) | Alexandro I da Bulgária (1857-1893) | Alexandro I da Bulgária (1857-1893) | Alexandro I da Bulgária (1857-1893) | Alexandro I da Bulgária (1857-1893) | Alexandro I da Bulgária (1857-1893) |  |  |  |  |  |  |  |  |  |  |  |  |  |  |  |  |  |  |
|  |  |                                |                                |                                |                                |                                |                                |  |  |  |  |  |  | Ernesto Luís (1868-1937)      |                               |                               |                               |                               |                               |                           |  |  |  |                                     |                                     |                                     |                                     |                                     |                                     |  |  |  |  |  |  |  |  |  |  |  |  |  |  |  |  |  |  |